# 但懋辛
但懋辛（1886年1月25日—1965年11月7日），字怒刚，四川荣县人，中华民国军事及政治人物、中华人民共和国政治人物。

## 生平

### 参加革命
1886年1月25日，但懋辛生于四川荣县方家冲一个富裕人家。但懋辛之父是一位医生。但懋辛自幼入私塾，12岁时赴井研县私塾学习，和熊克武是同学，老师是吴蜀筹。1904年，但懋辛18岁时，和熊克武考取成都东文学堂（即留日预备学堂）。同年12月，但懋辛、熊克武自上海赴日本横滨，随后到东京。此后，他们首先在东京大成中学补习日语，后入东斌学堂学军事。当时，清政府严禁自费留学生学军事，东斌学堂则是一所私立振武学校，由日本士寺尾亨博士为支持中国革命而创办。1905年7月25日，补习班的翻译程家柽下课时在黑板上写下：“孙逸仙先生到了东京。”仰慕孙中山的但懋辛看到后，乃和熊克武找程家柽打听，遇到了在程家柽家的孙中山，并和孙中山进行谈话。
1905年8月19日，但懋辛经黄兴介绍，孙中山主盟，加入中国同盟会。8月20日，在中国同盟会成立大会上，但懋辛当选评议会评议员。大会决定成立中国同盟会四川分会，但懋辛的任务是宣传、联络。中国同盟会成立后，清政府要求日本政府严格监管中国留学生。日本政府于11月2日发布《清国留学生取缔规则》。为对此进行抗议，12月6日，在东京的中国留学生罢课游行，但懋辛作为纠察员负责维持罢课游行队伍的秩序。12月8日，因不满《朝日新闻》诬蔑中国人，留学生陈天华自杀。中国留学生决定集体归国。12月下旬，但懋辛在码头为熊克武、秋瑾等人送行。
不久，但懋辛回到上海，向熊克武传达了中国同盟会总部的要求，该要求命他们以办学作为掩护，在上海创办联络站，负责日本、上海和中国内地同盟会会员的联络工作。1906年2月，经熊克武、但懋辛等中国同盟会会员努力，中国公学开学，该校即中国同盟会在上海的联络机关。同年6月，奉中国同盟会之命，但懋辛和熊克武赴上海西牢迎接因苏报案坐牢的章太炎出狱。随后，但懋辛派人将章太炎送往日本。不久，孙中山化名“高野”，乘坐法国邮轮经上海赴新加坡，但懋辛和熊克武负责保卫，并登船向孙中山汇报国内同盟会活动情况。后来，熊克武奉命回四川成立中国同盟会泸州分部，进行武装斗争，但懋辛则留在上海继续办联络站。1908年5月，中国同盟会自东京为四川的革命党人购置了一批枪支弹药，经但懋辛安排运到了四川革命党人处，为广安起义做了准备。

### 刺杀载沣
1908年9月，但懋辛奉中国同盟会之命联系吴玉章，置办军火、成立暗杀团，准备炸死端方。但懋辛、黄复生、喻培伦等人自日本赴汉口侦察端方行踪。在革命党人孙武的协助下，但懋辛等人确定了暗杀计划。端方则佯装经汉口赴北京，但到镇江后又回上海。但懋辛等乃追踪至上海，端方改乘轮船赴北京。但懋辛等追至北京，乃改刺杀对象为清朝重要大臣。他们在琉璃厂开办“守真照相馆”，但懋辛主持馆务，喻培伦在馆内秘密制造炸弹。同年12月，汪精卫到达北京，大家再次进行研究，准备炸奕劻、载洵、载涛，但均未成功，后来改炸摄政王载沣。1909年2月21日，他们在什刹海旁的甘水桥下埋设炸药，被乘车人发现并报警。汪精卫、黄复生被捕，但懋辛逃离北京回到上海。

### 黄花岗起义
1909年5月，但懋辛、熊克武、吴玉章、井勿幕等在香港学习炸弹制造。但懋辛、喻培伦和黄兴、胡汉民一日赴怡园喝茶，黄兴认为暗杀清朝大臣不解决问题，孙中山也不赞成。但懋辛认为，过去革命力量使用过于分散，不如集中革命力量在广州举行大规模起义。大家同意但懋辛的提议，决定黄兴、胡汉民找孙中山向华侨募款，但懋辛、喻培伦回上海进行准备。
1911年1月，但懋辛、熊克武、喻培伦等再赴香港，开始筹备起义。2月初，但懋辛、熊克武、喻培伦赴广州察看地形。2月中旬，但懋辛携10万元赴日本交给吴玉章购买武器弹药。革命党人将军火分为六批运回中国，但懋辛负责押送第五批，于3月28日抵达广州。当天，黄兴和众人商定，于3月29日下午5点30分举行起义。在黄花岗起义中，但懋辛冲进两广总督府时负伤，喻培伦为其包扎，后来熊克武扶其撤退，但清军搜查甚严，但懋辛让熊克武到东一区找巡官李天均（革命党人）回香港。李天均送走了熊克武，却因胆小而未搭救但懋辛。此后，但懋辛赴东一区找李天均，途中被捕。巡警道王秉恩见其自供状文辞巧妙，惜其才学，乃上报假称但懋辛是自首，为其开脱。

### 辛亥革命
1911年10月，武昌起义爆发。但懋辛自广东被解回四川时，重庆已经宣布独立，但懋辛因此获得自由。但中国同盟会的会员们以为其真自首了，只让其在新政府的招待所中当招待。中国同盟会的机关报《民立报》还发表文章斥责但懋辛自首。在讨论参谋长的人选时，谢持认为其自首属贪生怕死，新任财政部部长李湛阳对此进行澄清，但懋辛乃被推为蜀军政府参谋长。
1912年4月，成都和重庆的军政府合并，在成都设四川都督府，尹昌衡任都督、张培爵任副都督，但懋辛任成都府知府兼四川团务督办。熊克武奉孙中山命率部返回四川时，万县刘汉卿率巡防军奉都督尹昌衡手下军团长胡景伊之命截击。但懋辛闻讯提前通知熊克武，并找副都督张培爵商量，力图阻止火并。但是战事依然发生，刘汉卿被熊克武击败。

### 反袁世凯
1912年7月，四川都督尹昌衡率兵赴川边，袁世凯乃派胡景伊代理都督。四川的革命党人很不满，但懋辛乃辞去成都府知府职务，赴重庆任熊克武的第5师参谋长。
二次革命中，1913年8月4日，熊克武就任四川讨袁总司令，杨庶堪为民政厅长，刘植藩为总参谋长，但懋辛为副总参谋长。8月8日，但懋辛赴永川督战，此后不断取胜。但黄兴、李烈钧讨袁失败。四川都督胡景伊电告袁世凯求援，袁世凯派滇、黔、陕、甘、鄂五省军队会剿熊克武。熊克武率讨袁军退出重庆，第5师解散。
1914年8月，但懋辛、李根源、陈炯明、李烈钧、熊克武、程潜等100余人在东京成立欧事研究会。1915年2月，四川的革命党人在上海开会，但懋辛与会。9月初，熊克武自海外回到上海，邀但懋辛赴南洋为倒袁进行准备。但懋辛在启程前获悉袁世凯已命各省于年底前召集代表会议，投票赞成君主立宪。他们乃取消赴南洋，致信李烈钧商议云南起兵事宜。随后，熊克武、李烈钧赴昆明，但懋辛在上海组织革命党人回四川策动军队。12月，但懋辛赴云南参加护国军。12月23日，但懋辛、熊克武等随护国军第一支队邓泰中部赴叙府，途中熊克武收编大批地方民团和旧部，再次成立川军，熊克武任护国军四川招讨军总司令，但懋辛任参谋长。
1916年6月6日袁世凯逝世，7月6日北京政府任命蔡锷为四川督军兼省长。此后熊克武任重庆镇守使兼第5军军长，但懋辛任第9旅旅长。

### 四川混战
1916年9月10日，孙中山就任大元帅。熊克武响应护法运动。1918年1月9日，熊克武任四川靖国军总司令，在重庆同滇军、黔军召开军事会议，准备分三路进攻成都，讨伐北京政府任命的四川督军刘存厚。东路为滇军顾品珍部、赵又新部，中路为黔军袁祖铭部、王天培部，北路为但懋辛率吕超、喻培棣自川北进军成都，刘存厚闻讯，率部逃往绵阳。2月20日，吕超进入成都。2月24日，熊克武电令但懋辛代理四川省省长。3月8日，大元帅孙中山任命熊克武为四川督军。4月7日，但懋辛任四川靖国军第一军司令，此后他命吕超、喻培棣追击刘存厚，刘存厚被驱至陕西汉中。
1919年4月27日，北洋政府的长江上游总司令吴光新发出感电，通告川东种鸦片、征烟捐，舆论乃多指责广州政府。孙中山命熊克武查办，熊克武乃任命但懋辛为查烟督办，到川东禁烟。但因禁烟有损唐继尧的利益，唐继尧乃令驻万县的滇军旅长田种谷会同复查。因滇军阻挠，但懋辛被迫辞职并回成都。
1919年夏，熊克武部进攻滇军。但懋辛师攻克简阳，后来又攻克内江。但因唐继尧从中分化，但懋辛部军心涣散，作战连败。
1920年，唐继尧联合四川的国民党人黄复生、卢师谛、吕超等发兵反对熊克武。唐继尧令驻扎川南的滇军赵又新助吕超攻成都，顾品珍攻内江，石青阳同黔军攻岳池、合川。熊克武、但懋辛退往阆中，于阆中整编军队，成立靖国军，熊克武自任督军，下辖3个军及1个师。其中，刘湘为第2军军长，刘成勳为第3军军长。但懋辛担任第1军军长，辖喻培棣的第1师、张冲的第2混成旅、何光烈的第5师、余际唐的全川江防总队。同年8月，熊克武发动驱滇黔之战，任命刘湘为前敌总指挥，两路进攻，但懋辛率第一路自绵阳、罗江、广汉进攻成都，第二路则由三台经中江、金堂同第一路会合。9月8日到21日，双方在龙泉驿交战，滇军失败，赵又新于泸州阵亡，顾品珍不顾唐继尧而回云南。9月19日，刘湘夺取成都，10月15日，但懋辛再度占领重庆。10月30日，熊克武到达重庆后，同但懋辛、刘湘、赖心辉等商议四川善后办法。
1920年，中国各省纷纷主张自治及废除督军。12月10日，川军将士联名致电熊克武，要求四川自治、自主。经但懋辛支持，12月30日，熊克武正式通电解任督军职务，宣布四川自治。但懋辛、刘湘分别代表第1、2军通电支持。但懋辛还拟了《告全军将士书》。北洋政府随即任命刘存厚为四川督军，熊克武为省长，刘湘为重庆镇守使。熊克武当即通电拒绝该任命，第1军军长但懋辛、第2军军长刘湘、第3军军长刘成勳通电响应熊克武的决定，拒绝北洋政府的任命。
刘存厚派兵镇压呼吁四川省自治的成都市民、学生，四川舆论哗然。1921年2月18日，熊克武、但懋辛、刘湘联名通电宣布刘存厚之罪，举兵三路讨伐刘存厚。3月中旬，刘存厚率部退到陕西宁羌，成为“流亡督军”。战争结束之后，熊克武通电退隐，刘湘出任四川总司令兼省长。
刘湘在四川掌权后，不再支持联省自治，转而联络吴佩孚的代表孙传芳，签订《川鄂联防协定》，准备投向北京政府。1922年，刘湘邀请但懋辛赴重庆，提议第1、2军裁兵。但懋辛同刘湘达成协议，第1军裁杨春芳旅，第2军裁汤子模旅。但懋辛裁兵之际获得密报称，刘湘乃借改编为名，准备消灭第1军。但懋辛将该情况汇报熊克武，并向各友军揭露刘湘的图谋。川军各部对刘湘十分不满，刘湘被迫通电辞职。
第2军军长杨森乘此时机游说但懋辛同其合作，分掌军政、民政，被但懋辛拒绝。此后杨森转同刘湘合作，进攻但懋辛的第1军。双方开战后，刘成勳以川军总司令的名义发布通电讨伐杨森，邓锡侯担任北路司令，赖心辉担任东路司令，川北边防军张英第1旅也增援第1军。讨杨之战获胜，杨森自奉节逃至宜昌。
10月26日，在成都召开善后会议，经熊克武提议，会议作出决议：“一、四川采取联省自治态度，促成国宪之合作统一；二、推刘成勳为川军总司令，在省宪法未制之前，权摄民政；三、废除军长制，分期裁兵；四、破除防区，统一财政。”
邓锡侯、陈国栋不满废除军长制，川军再次内讧。1923年2月，邓锡侯、陈国栋同第1军在江津、永川、铜梁、大足、荣县、内江、资中进行拉锯战。杨森部在吴佩孚的支持下占领重庆。6月4日，孙中山任命熊克武为四川讨贼军总司令，赖心辉为前敌总指挥。但懋辛率第1师、第6师及第2混成旅、第8混成旅在上川东同吴佩孚方面的刘湘、杨森、潘文华、唐式遵及黔军袁祖铭等战斗20余天。因军心涣散，但懋辛部占领重庆后又失守，部队一度瓦解。

### 从北伐到内战
失败之后，但懋辛被熊克武派遣，同湖北讨贼总司令孔庚、石青阳一起赴贵阳同刘显世达成三省合作意向。随后征得云南唐继尧同意，但懋辛拟成《建国联军协议》，三省代表签字。建国联军由此成立，唐继尧任总司令，刘显世任副司令。熊克武任前敌各军总司令兼建国联军川军总司令，驻湖南常德。
协议达成后，但懋辛、石青阳、孔庚携协议赴广东向孙中山汇报，获得孙中山赞赏。孙中山任命但懋辛为大元帅大本营政治顾问兼国民参政员。为了北伐，孙中山派但懋辛赴东江说服陈炯明、林虎同广东革命政府保持一致。孙中山对但懋辛称：“只要陈炯明写一个悔过书，（对陈反对他的事）就不加追究。”但懋辛到东江会见陈炯明，陈炯明则称，需要林虎、洪兆麟同意才可答复。但懋辛随即又见林虎，林虎称不会乘孙中山北伐之机进攻广东。但懋辛完成任务，返回韶关向孙中山汇报。
11月2日，孙中山应冯玉祥、段祺瑞之邀赴北京“共筹统一建国之方略”，但懋辛随行。抵达北京后，孙中山准备推动召开国民会议，但染病不起，乃派汪精卫同张作霖、段祺瑞商量同意开善后会议。但懋辛作为建国军四川代表参加善后会议。后因南方代表提出邀请职业团体参加善后会议，遭段祺瑞反对，但懋辛乃据孙中山的指示退出了善后会议。
胡景翼知熊克武准备北伐进攻武汉，乃邀请但懋辛自北京赴河南开封商讨大计。受胡景翼委托，但懋辛、张冲赴洛阳联络憨玉琨。经但懋辛介绍，胡景翼同憨玉琨结拜。
湖南赵恒惕十分忌惮熊克武在湖南驻军，但胡景翼警告赵恒惕不得妨碍西南联军北伐。1925年2月，熊克武邀赵恒惕会谈，但不欢而散。3月12日孙中山病逝于北京。3月 20日，但懋辛赴河南，逢胡景翼突然病逝，北伐计划落空。6月，为免引起冲突，熊克武率部赴广东连山、连南、阳山驻扎。汪精卫、谭延闿、蒋介石为夺熊克武的兵权，以熊克武派但懋辛勾结陈炯明的罪名，于8月16日将熊克武扣押于虎门，并通缉但懋辛。四川建国联军瓦解。
在北京的但懋辛闻讯致信汪精卫，但无回音。但懋辛又转赴上海、香港，试图营救熊克武但未果。直到1927年熊克武之妻发现了孙中山赴北京前致熊克武的英文亲笔信，托张群交南京国民政府，蒋介石才不得不释放熊克武。熊克武在香港车站受到但懋辛迎接。
1929年，但懋辛和熊克武在上海再办中国公学。1931年，蒋介石拘押胡汉民。但懋辛、熊克武试图营救胡汉民，未能成功。
1937年抗日战争爆发后，杨森率第二十军参加淞沪抗战，但懋辛、熊克武赴战地慰问官兵。淞沪抗战失败后，但懋辛赴南京任军事参议院上将参议。1938年5月，但懋辛回成都定居，兼任川康绥靖公署高等顾问。1941年，但懋辛作为社会贤达出任国民参政会参政员兼川东办事处主任。1943年，当选第三届国民参政会参政员。1945年，以陆军上将退役。
1947年，但懋辛当选四川第二行政区国大代表，1948年当选立法委员。他参加了金绍先等人在立法院组织的以反独裁为目的的“二·五座谈会”。在北平和谈期间，座谈会由但懋辛领衔发表了《拥护和谈的宣言》。中国人民解放军占领成都前夕，但懋辛协助中国共产党地 下组织在国民党方面的军政界策反，促使刘文辉、邓锡侯、潘文华、鲁崇义等起义。

### 中华人民共和国

1949年10月18日政务院第六次会议提议，12月2日中央人民政府第四次会议批准，但懋辛被任命为西南军政委员会委员兼司法部部长。1950年7月，但懋辛赴北京开会，经李济深、朱蕴山介绍，加入中国国民党革命委员会，任中央委员。民革川康临时工委成立时，但懋辛出任副主任委员。
1954年，中央人民政府撤销了西南大区，但懋辛赴成都任职。他是第一、二、三届全国人大代表、四川省人民代表，四川省政协第一、二、三届副主席，中国国民党革命委员会中央委员会委员、常委，民革四川省委主委。
1965年11月7日，但懋辛因心力衰竭在四川省人民医院病逝，享年79岁。